# Хедстол
„Хедстол“ (The Headstall) е българска индипендънт – пост ню уейв група, създадена в София през 1999 г.

## История
Групата е създадена през 1999, но активният ѝ период започва през 2003, когато записва и издава първия си албум – „Малко нямо дете“. В следващите 5 години, The Headstall издават още два албума – „Ma voie“ и „Изход“. До 2007 имат редовни концертни участия из софийските клубове, в местни фестивали и т.н., след което прекратяват дейността си. През 2013 г. е създаден архивен сайт на групата, който събира всичко от и за нея, появявало се през годините, включително цялата ѝ дискография.

## Стил
Звученето на The Headstall е близко до алтернативния рок на 1990-те години, но в музиката му се усещат и силни влияния от българската и чуждестранната пост пънк сцена.